# Nyala Pema Dündul
Tertön
- -
Nyala Pema Dündul (tibétain : ཉག་བླ་པདྨ་བདུད་འདུལ་, Wylie : nyag bla padma bdud 'dul), né dans le village de Shanglang Drakkar dans le Kham le 30 octobre 1816 et mort en juin 1872 dans la vallée de Nyin dans la basse région de Tromkhok dans le Kham, également connu sous le nom de Tertön Nyala Pema Duddul, était professeur de Dzogchen et de bouddhisme tantrique au Tibet oriental.
En particulier, il a découvert et pratiqué le Terma de la pratique de longue vie de Guru Amitayus, appelé l'Union des Essences primordiales .
La plupart des sources indiquent que le maître a atteint en 1872 le corps d'arc-en-ciel.
Beaucoup de ses élèves ont également atteint le corps d'arc-en-ciel, notamment Ayu Khandro (en) et Nyala Rinpoché Rigdzin Changchub Dorje.